# CD Mafra
Clube Desportivo Mafra is een Portugese voetbalclub uit Mafra die werd opgericht in 1965 en speelt in de Liga 2, de op een na hoogste divisie in het Portugese betaald voetbal. De club won in het seizoen 2014/15 de titel in de Campeonato Nacional (derde divisie, zuid), waardoor promotie een feit was. Één seizoen later degradeerde de ploeg terug naar de Campeonato Nacional. Dit gebeurde na het behalen van een 21e plaats. In 2018 werd alweer promotie bemachtigd naar het tweede niveau. Sindsdien is de club onafgebroken actief in de Liga 2.

## Eindklasseringen
| 3 |

| 1 |

| 2 |

| 8 |

| 2 |

| 7 |

| 5 |

| 5 |

| 7 |

| 5 |

| 2 |

| 6 |

| 2 |

| 1 |

| 1 |

| 21 |

| 3 |

| 1 |

| 14 |

| 5 |

| 12 |

| 9 |

| 6 |

| 9 |

| 18 |

| Primeira Liga | Liga Portugal 2 | Segunda Divisão B/Camp.Port. | Tercera Divisão Niv. 4 |

Tot 1999 stond de Primeira Liga bekend als de Primeira Divisão. De Segunda Liga kende in de loop der tijd meerdere namen en heet sinds 2020/21 Liga Portugal 2. Ook het 3e niveau kende verschillende namen en heet sinds 2021/22 Liga 3.